# Delahaye Type 15B
La Type 15B era un'autovettura di fascia alta prodotta nel 1904 dalla Casa automobilistica francese Delahaye.

## Breve profilo
La Type 15B fu introdotta come sostituta dell'innovativa Type 10B della quale riprese la soluzione del motore a testata smontabile e si segnalò all'attenzione del panorama automobilistico francese di metà anni '900 per essere la prima Delahaye con valvole di scarico raffreddate ad acqua. Tale motore era un bicilindrico della cubatura di 2.7 litri ed inseriva quindi la vettura in una fascia alta di mercato, superiore a quella occupata a suo tempo dalla Type 10 stessa, la quale trovò una sua erede verso il basso anche nella Type 32. In ogni caso, la 15B, come anche la sua antenata, rivestivano al loro debutto il ruolo di modelli di base della gamma Delahaye dell'epoca. Solo in un secondo momento sarebbero stati introdotti modelli di fascia inferiore. La 15B era accreditata di una velocità di punta pari ad oltre 70 km/h. Al termine della sua produzione la vettura trovò una sua successiva sostituta nel 1911, con l'arrivo della Type 44